# Pneumoderma mediterraneum
Pneumoderma mediterraneum é uma espécie de molusco pertencente à família Pneumodermatidae.
A autoridade científica da espécie é Van Beneden, tendo sido descrita no ano de 1838.
Trata-se de uma espécie presente no território português, incluindo a zona económica exclusiva.